# Navarra Women's Elite Classic
La Navarra Women's Elite Classic è una corsa in linea femminile di ciclismo su strada che si disputa dal 2019 nella Navarra, in Spagna.
Nata come corsa di categoria 1.2, passa l'anno seguente alla categoria 1.1. Dal 2023 entra a far parte del calendario UCI Women's ProSeries.

## Albo d'oro
Aggiornato all'edizione 2025.
| Anno | Vincitrice           | Seconda                   | Terza                     |
| ---- | -------------------- | ------------------------- | ------------------------- |
| 2019 | Sarah Roy            | Maria Martins             | Marta Lach                |
| 2020 | Annemiek van Vleuten | Elisa Longo Borghini      | Maria Giulia Confalonieri |
| 2021 | Arlenis Sierra       | Ruth Winder               | Annemiek van Vleuten      |
| 2022 | Veronica Ewers       | Ane Santesteban           | Kristen Faulkner          |
| 2023 | Riejanne Markus      | Tamara Dronova-Balabolina | Ella Wyllie               |
| 2024 | Hannah Ludwig        | Arlenis Sierra            | Shirin van Anrooij        |
| 2025 | Cat Ferguson         | Soraya Paladin            | Ruth Edwards              |

### Vittorie per nazione
Aggiornato all'edizione 2025.
| Pos. | Paese         | Vittorie |
| ---- | ------------- | -------- |
| 1    | Paesi Bassi   | 2        |
| 2    | Australia     | 1        |
| 2    | Cuba          | 1        |
| 2    | Germania      | 1        |
| 2    | Gran Bretagna | 1        |
| 2    | Stati Uniti   | 1        |